# Smangaliso Mkhatswa
Smangaliso Mkhatshwa (ur. 26 czerwca 1939 w Barberton w prowincji Mpumalanga w ZPA) – południowoafrykański ksiądz i polityk, w latach 2000–2006 burmistrz Pretorii (Tshwane). 
Ukończył college w Pietersburgu, po czym studiował filozofię i teologię na Katolickim Uniwersytecie w Lowanium. Po powrocie do kraju został wyświęcony na księdza rzymskokatolickiego w Seminarium św. Piotra w Pretorii. Zaangażował się w działalność przeciwko apartheidowi, za co był wielokrotnie aresztowany, więziony i torturowany. 
Po zalegalizowaniu ANC w 1990 przystąpił do Kongresu. W pierwszym wolnych wyborach parlamentarnych w 199] uzyskał mandat parlamentarzysty. Dwa lata później objął tekę ministra oświaty RPA (do 1999). W 2000 został wybrany burmistrzem Pretorii (obecnie Tshwane) – urząd sprawował do marca 2006. 
Był pierwszym przewodniczącym United Cities and Local Governments of Africa, założonej w grudniu 2003 w Jaunde organizacji skupiającej liderów afrykańskich społeczności lokalnych oraz samorządowców.